# Avella unifasciata
Avella unifasciata är en spindelart som beskrevs av Ludwig Carl Christian Koch 1878. Avella unifasciata ingår i släktet Avella och familjen Deinopidae.
Artens utbredningsområde är New South Wales. Inga underarter finns listade.